# Aegopodium tribracteolatum
Aegopodium tribracteolatum (возможное русскоязычное название Сныть трехприцветничковая) — многолетнее травянистое растение, вид рода Сныть (Aegopodium) семейства Зонтичные (Apiaceae). Часто встречается под названием Бе́дренец купыревидный (лат. Pimpinella anthriscoides), которое является устаревшим синонимом.

## Распространение и экология
Ареал вида охватывает Кавказ, Малую Азию и Иран.
Произрастает в лесах на высоте 1500—1800 м над уровнем моря.

## Биологическое описание
Корневище горизонтальное, толщиной около 1 см, с многочисленными тонкими корнями. Стебель одиночный, высотой 40—120 см, толщиной 5—17 мм, наверху ветвистый, голый, угловато-ребристый.
Прикорневые листья на длинных черешках, в очертании трёхраздельные, дважды перисто-рассечённые, вторичные доли — яйцевидно-продолговатые, длиной 2,5—4 см, шириной 1,5—2,5 см. Нижние — на черешочках; средние сидячие; верхние низбегающие, по краю неравно-зубчатые, зубцы с коротким, беловатым остроконечием, снизу более светлые, более мелкие, сидячие, ланцетовидные, перисто-надрезанные.
Зонтики с 8—15 голыми, почти одинаковыми по длине лучами, обёртка из 3—7 остающихся линейных, тонко заострённых, вниз отогнутых или отстоящих листочков. Зонтички в поперечнике около 1 см; обёрточка из 3—5 линейных, тонко заострённых, равных зонтичку или значительно более коротких, по краю пленчатых, листочков. Лепестки белые, длиной 1,5 мм, выемчатые, с загнутой внутрь верхушкой.
Плод гладкий, яйцевидно-продолговатый, длиной 4 мм, шириной около 2 мм, с нитевидными рёбрами. Подстолбие коротко-коническое; столбики отогнутые вниз, в 3 раза длиннее подстолбия.

## Классификация

### Таксономия[2]
Aegopodium tribracteolatum Moench, 1794, Methodus : 82
Вид Aegopodium tribracteolatum относится к роду Сныть (Aegopodium) семейства Зонтичные (Apiaceae) порядка Зонтикоцветные  (Apiales). Кладограмма в соответствии с Системой APG IV:
|  |                                      |  |                                   |                                   |                     |  | ещё 6 семейств | ещё 6 семейств |                            |  |  |  | еще 10 подтвержденных видов, и 1 в статусе "непроверенных" |
|  |                                      |  |                                   |                                   |                     |  | ещё 6 семейств | ещё 6 семейств |                            |  |  |  | еще 10 подтвержденных видов, и 1 в статусе "непроверенных" |
|  |                                      |  |                                   | порядок Зонтикоцветные            |                     |  |                |                | род Сныть                  |  |  |  |                                                            |
|  |                                      |  |                                   | порядок Зонтикоцветные            |                     |  |                |                | род Сныть                  |  |  |  |                                                            |
|  | отдел Цветковые, или Покрытосеменные |  |                                   |                                   | семейство Зонтичные |  |                |                | Aegopodium tribracteolatum |  |  |  |                                                            |
|  | отдел Цветковые, или Покрытосеменные |  |                                   |                                   | семейство Зонтичные |  |                |                |                            |  |  |  |                                                            |
|  |                                      |  | ещё 63 порядка цветковых растений | ещё 63 порядка цветковых растений |                     |  |                | ещё 447 родов  | ещё 447 родов              |  |  |  |                                                            |
|  |                                      |  |                                   | ещё 63 порядка цветковых растений |                     |  |                |                | ещё 447 родов              |  |  |  |                                                            |